# Цона Коша (Ливорно)
Цона Коша је насеље у Италији у округу Ливорно, региону Тоскана.
Према процени из 2011. у насељу је живело 15 становника. Насеље се налази на надморској висини од 111 м.